# Stig Dagerman
Stig Dagerman (n. Älvkarleby, Suécia,5 de outubro de  1923 - m. Enebyberg, Suécia, 4 de novembro de 1954) foi um escritor e jornalista sueco. 

Escreveu romances, novelas, dramas e poesias, além de colaborar como jornalista e redator no jornal anarquista Arbetaren.